# 虞君质
虞君质（1912年—1975年），台湾文化名人，学者、作家、评论家，善鉴赏，工书法。名文，字君质，以字行，浙江鄞县人。

## 生平
1912年，生于浙江鄞县。早年在北平（今北京）清華大學國學研究院研究。曾赴日本留学，获得日本東京帝国大学（今东京大学）文學部學士。
曾任中央文化运动委员会专员。是上海美术会常务理事。曾任上海市文化运动委员会副主任委员。抗日战争时期，曾參加中华民国教育部巡迴教育戲劇隊，担任隊長。1948年，在上海期间，曾担任著名的《美术年鉴》编辑团队的主任委员，而《年鉴》是民国文化史巨著。
1949年移居台湾，是台湾50年代60年代最重要文学评论家、文学理论家之一。曾主編張其昀創辦之《文藝月報》，是戰鬥文藝理論的主任建構者。曾任教于台湾、香港，曾任國立臺灣師範大學教授，国立臺灣大學教授，及香港中文大學教授。是台湾現代美術運動的领军人物之一。捍卫现代诗的创作。
是台湾《文藝創作》（月刊）第61至68期主編。1954年1月，成为《文藝月報》主编。是「八儔書會」的顾问。
1975年11月，病逝于台湾，享年64岁。

## 家庭与轶事
- 有女虞兰因，著名美籍华人画家[6]。
- 女婿余保贤，华人社会活动家，美国纽约中华公所前主席。

是国民党大老張道藩的密友和支持者。

## 代表著作
代表著作主要是文藝理論，
- 《天才與人力》（文藝理論代表作）[1]
- 《中國美術史論集》
- 《美術叢刊》虞君質, 謝赫 编著
- 《艺术概论》
- 《藝苑精華錄》